# Esenbeckia stephanii
Esenbeckia stephanii är en vinruteväxtart som beskrevs av Ramos. Esenbeckia stephanii ingår i släktet Esenbeckia och familjen vinruteväxter. Inga underarter finns listade i Catalogue of Life.